# Ерзакович, Борис Гиршевич
Борис (Бер) Гиршевич Ерзакович (1908, Акмолинск — 1997, Алма-Ата) — казахский и советский учёный-музыковед, фольклорист, композитор. Доктор искусствоведения (1966), профессор (1970). Заслуженный деятель искусств Казахской ССР (1945), член-корреспондент АН Казахской ССР (1967).

## Биография
Родился в 1908 году в Акмолинске.
В 1931—1938 гг. работал редактором на Казахском радио.
В 1932 году стал первым руководителем женского хора, через два года преобразованного в хор Казахского радио.
В 1938—1943 гг. — начальник музыкального отдела Управления по делам искусств Казахской ССР. С 1945 г. — старший научный сотрудник, в 1950—1961 гг. — заведующий сектором искусствоведения АН КазССР, в 1961—1968 гг. — заведующий отделом театрального и изобразительного искусства Института литературы и искусства АН КазССР, с 1969 г. — заведующий отделом музыкального искусства. В 1961—1987 — научный консультант фольклорного кабинета и преподаватель истории казахской музыки в Алма-Атинской государственной консерватории им. Курмангазы. Профессор с 1970 г.
В 1949 г. окончил Алма-Атинскую государственную консерваторию им. Курмангазы. Ученик Е. Г. Брусиловского.
Занимался активной педагогической деятельностью. В 1950—1952 гг. преподавал полифонию и аранжировку в Алма-Атинской консерватории. Среди его известных учеников — Булат Каракулов.
Скончался 2 мая 1997 года в Алма-Ате, похоронен на Центральном кладбище города.

## Научная и творческая деятельность
Автор основополагающих трудов по музыкальной культуре Казахстана.
С 1931 г. вёл работу по собиранию и изучению казахской народной музыки, всего им записано около 2500 казахских песен и кюев.
Б. Ерзаковичем разработана классификация жанров казахского песенного творчества, выявлены разновидности воплощения в музыке эпических и исторических сказаний, теоретически обосновано национальное своеобразие казахского песенного мелоса, дана характеристика творчества многих народных композиторов.
Автор книг: «Музыка Советского Казахстана» (декада Советской музыки в Средней Азии) (Фрунзе, 1942(, «Песенная культура казахского народа», «Музыкальное наследие казахского народа», «Казахское народное песенное творчество дооктябрьского периода», «У истоков казахского музыкознания», «Народные песни Казахстана» (1955), «Песни Кенена Азербаева» (1955), Казахская ССР. (М., 1954, 2 изд. 1957 (серия «Музыкальная культура союзных республик»)), «Музыкальное воплощение казахского эпоса» (Алма-Ата, 1959), «Казахские советские народные песни» (1959), «Творческие связи казахской и русской музыки» (на казах. и рус. яз., Алма-Ата, 1962), «Песенная культура казахского народа», сборника произведений народных композиторов-певцов Биржана, Мухита, Жаяу Байжанова, Абая (1967—1970),
Автор музыкальных сочинений для оркестра «Увертюра на казахские темы» (1936), симфонических поэм «Тулеген Тохтаров» (1944), «Сонаты о Маншук Маметовой», «Маленький музыкант» (20 пьес на казахские темы, 1960), хоров, песен, романсов, музыки к спектаклям «Амангельды», «Шокан Валиханов» и др.

## Награды
- Медаль «За трудовое отличие» (3 января 1959) — за выдающиеся заслуги в развитии казахского искусства и литературы и в связи с декадой казахского искусства и литературы в гор. Москве
- Заслуженный деятель искусств Казахской ССР (1945)
- Орден «Знак Почёта» (5 ноября 1940)[4] — «в связи с 20-летним юбилеем Казахской ССР, за достижения в развитии промышленности, сельского хозяйства, науки и искусства».
- Премия АН КазССР им. Ш. Валиханова